# Powerlifting ai Giochi mondiali 2022 - Supermassimi maschile
La gara dei pesi supermassimi maschili di powerlifting ai Giochi mondiali 2022 si è svolta il 10 luglio 2022 a Birmingham.

## Risultati
| Rank | Atleta                       | Nazopme                 | Squat | Squat | Squat | Bench press | Bench press | Bench press | Deadlift | Deadlift | Deadlift | Totale peso | Total punti |
| Rank | Atleta                       | Nazopme                 | 1     | 2     | 3     | 1           | 2           | 3           | 1        | 2        | 3        | Totale peso | Total punti |
| ---- | ---------------------------- | ----------------------- | ----- | ----- | ----- | ----------- | ----------- | ----------- | -------- | -------- | -------- | ----------- | ----------- |
|      | Oleksiy Bychkov              | Ucraina                 | 380.0 | 395.0 | 400.0 | 320.0       | 332.5       | 340.0       | 355.0    | 372.5    | 375.0    | 1115.0      | 107.92      |
|      | Sen Yang                     | Taipei cinese           | 425.0 | 440.0 | 440.0 | 310.0       | 317.5       | 322.5       | 310.0    | 322.5    | 332.5    | 1095.0      | 107.68      |
|      | Tony Cliffe                  | Regno Unito             | 390.0 | 410.0 | 420.0 | 300.0       | 315.0       | 322.5       | 350.0    | 365.0    | 370.0    | 1112.5      | 105.33      |
| 4    | Chi-Sen Tien                 | Taipei cinese           | 405.0 | 417.5 | 422.5 | 310.0       | 310.0       | 320.0       | 330.0    | 347.5    | 355.0    | 1082.5      | 104.97      |
| 5    | Sofiane Belkesir             | Francia                 | 405.0 | 415.0 | 422.5 | 282.5       | 282.5       | 282.5       | 335.0    | 357.5    | 362.5    | 1055.0      | 103.33      |
| 6    | Andrii Shevchenko            | Ucraina                 | 412.5 | 430.0 | 430.0 | 317.5       | 327.5       | 332.5       | 325.0    | 337.5    | 365.0    | 1100.0      | 100.94      |
| 7    | Steve Mann                   | Stati Uniti             | 365.0 | 380.0 | 387.5 | 282.5       | 290.0       | 300.0       | 285.0    | 305.0    | 320.0    | 992.5       | 96.00       |
| 8    | Carlos Manuel Campos Murillo | Costa Rica              | 395.0 | 395.0 | 427.5 | 295.0       | 325.0       | 340.0       | 340.0    | 360.0    | 406.5    | 1050.0      | 95.58       |
| 9    | Julian Johannsson            | Islanda                 | 375.0 | 395.0 | 405.0 | 300.0       | 300.0       | 312.5       | 340.0    | 375.0    | 406.0    | 1082.5      | 95.31       |
| 10   | Ahmed Hassanin               | Egitto                  | 455.0 | 482.5 | 482.5 | 315.0       | 322.5       | 332.5       | 290.0    | 300.0    | 300.0    | 1115.0      | 95.08       |
|      | Allan Grenier                | Francia                 | 375.0 | 385.0 | 400.0 | 317.5       | 317.5       | 322.5       | 280.0    | 302.5    | 322.5    | DSQ         | DSQ         |
|      | Joseph Cappellino            | Isole Vergini Americane | 420.0 | 440.0 | 460.0 | 342.5       | 342.5       | 342.5       | 325.0    | 345.0    | 355.0    | DSQ         | DSQ         |